# Heinz Misteli
Heinz Misteli (* 3. April 1936 in Niederuzwil) ist ein Schweizer Eisenplastiker, Maler und Restaurator.

## Leben und Werk
Heinz Misteli verbrachte seine Kindheit in Bürglen, Pfäffikon und Muhen. 1943 zog die Familie nach Horgen. Schon in jungen Jahren half Heinz in der väterlichen Bauschlosserei mit; daneben malte und zeichnete er und beschäftigte sich mit Porzellanmalerei.
1952 besuchte Misteli für ein Jahr ein Internat in Coppet. 1954 begann er eine Lehre als Maschinenzeichner, die er noch während der Probezeit abbrach. In der Folge absolvierte er bis 1958 eine Lehre als Elektromonteur. Zudem machte Misteli eine Anlehre als Schlosser. Für die Ausstellung Zürich-Land bewarb er sich 1956 erfolgreich mit seinem Werk Côte d’Azur: Le Dramont. Die Maler Gottlieb Kurfiss (1925–2010) und Secondo Püschel bestärkten Misteli auf seinem künstlerischen Weg. 
Misteli arbeitete von 1959 bis 1974 als Schlosser und Elektromonteur. In diesen Jahren entstanden seine ersten freien dreidimensionalen Arbeiten aus Polyester und Eisen. Während der 1960er-Jahre besuchte er verschiedene Kurse, die ihm weiteres theoretisches und technisches Rüstzeug vermittelten. Zudem begann er sich für Volkskunst und Antiquitäten zu interessieren, die er auch restaurierte. 1973 eröffnete er in Horgen das Antiquitätengeschäft «Burestube». 
Wegweisend war ihm die Begegnung mit Arnold D’Altri, dem er zwischen 1963 und 1968 half, Grossplastiken zu realisieren und gelegentlich die Modelle in grössere Dimensionen umzusetzen. So leitete Misteli die Ausführung der acht Meter hohen Skulptur Teufelsbrücke, die in Lausanne an der Expo 64 aufgestellt wurde. Zudem lernte er durch D’Altri den Tages-Anzeiger-Kunstkritiker Fritz Laufer († 1971) kennen, mit dem er sich befreundete. Misteli unternahm mit Laufer eine Studienreise nach Italien. Später folgten Reisen nach Griechenland, Süditalien, Sizilien und New York.
1966 stellte Heinz Misteli im Rahmen einer europäischen Kunstschmiede-Ausstellung in Lindau seine Werke aus. 1967 folgte die erste Einzelausstellung in der «Guggenhürlirain-Galerie» in Horgen, wo er Bilder, Zeichnungen und Plastiken zeigte. Die Gemeinde Horgen erwarb das Bild Leidenschaft. Im gleichen Jahr stellte er zusammen mit dem Maler Fritz Krebs (1914–1995) seine Plastiken aus.
Misteli ist Mitglied der Sektion Zürich, Zollikon der GSMBA. Von 1976 bis 1986 unterrichtete er einen Tag pro Woche an der Migros Klubschule die Fächer Naive Malerei und Spielerische Kreativität. Von 1977 bis 1979 besuchte er Kurse an der F+F Schule für Kunst und Design in Zürich bei Liliane Levy, Alois Baumgartner, Fischli/Weiss und bei Serge Stauffer, mit dem er sich befreundete. Stauffer lenkte Mistelis Interesse auf die sozialen Aspekte in der kulturellen Entwicklung. Seine Werke zeigte Misteli in Einzel- und Gruppenausstellungen; einige befinden sich im öffentlichen Raum. 
1980 erwarb Misteli das «Brunnenhüsli» am Hirzel; 1984 heiratete er Monika Eberhöfer. 2021/2022 erhielt Heinz Misteli gemeinsam mit Katharina Anderson den «Horgner Kulturpreis».